# Apteropeda
Apteropeda es un género de escarabajos de la familia Chrysomelidae. En 1839 Stephens describió el género. Esta es la lista de especies que lo componen:
- Apteropeda globosa Illiger, 1794
- Apteropeda orbiculata Marsham, 1802
- Apteropeda ovulum Illiger, 1807
- Apteropeda splendida Allard, 1860